# Francesc Xavier de Llucià
Francesc Xavier de Llucià (en francès François-Xavier de Llucia) (Perpinyà, 2 de desembre de 1752 - París, 25 de maig de 1794) fou un polític i parlamentari francès.

## Mandats
Procurador-síndic del Tercer estat del Rosselló
- 1787

Procurador-síndic del departament dels Pirineus Orientals
- 1 de juny de 1790 - 30 d'agost de 1791
- 16 de novembre de 1792 - 27 d'octubre de 1793

Diputat a l'Assemblea Nacional legislativa francesa de 1791
- 30 d'agost de 1791 - 20 de setembre de 1792[1]

Alcalde de Perpinyà
- 16 de setembre de 1792 - 20 de novembre de 1792